# Gambusia eurystoma
Gambusia eurystoma és un peix de la família dels pecílids i de l'ordre dels ciprinodontiformes. És una espècie de la qual no se sap gaire, però es considera Es classifica com a en perill crític sobre la base de una població molt petita (menys de 250 individus) que va minvant ràpidament i una distribució geogràfica reduïda, localitzada i que disminueix igualment.

## Morfologia
Els adults poden assolir els 3,5 cm de longitud total.

## Distribució geogràfica
Es troba a Nord-amèrica: Mèxic.